# Tengo algo que decirte
Tengo algo que decirte es un cortometraje, una comedia romántica en la línea más clásica.
Dirigida por Ana Torres-Álvarez, producida por The Ale & Quail Club Films, escrita por la propia directora, cuenta la relación entre dos amigos y unos secretos "inconfesables" que desean decirse pero no saben cómo.
Rodada íntegramente en Málaga, en los barrios de Pedregalejo y El Palo, durante los días 7, 8 y 9 de febrero de 2009 y sin recibir ningún tipo de subvención. Se estrenó en Madrid, el 7 de mayo de 2009. Está filmado en formato de Alta definición.
Tras ganar el premio RTVA a la Creación Audiovisual Andaluza, el corto llamó la atención a diversos medios de comunicación, apareciendo tanto en la prensa escrita como en radio, y en televisión donde aparecieron fragmentos dentro del programa Sé lo que hicisteis... de La Sexta en tres ocasiones. Desde entonces, ha ganado otros 9 premios más en Estados Unidos, España, Italia y Australia y ha sido seleccionado en más de 100 festivales en 27 países.
El 11 de diciembre de 2010 fue emitido por Canal Sur 2 en su espacio de cortometrajes.
El 27 de diciembre de 2010, aparece un fragmento del corto en el programa de La Sexta Algo pasa con Marta, presentado por Marta Torné.
El 15 de diciembre de 2012, es emitido por Canal Sur dentro del programa cinematográfico CineAndCine TV.

## Sinopsis
Susana es la novia de Pablo pero Pablo acaba de darse cuenta de que es gay y que está enamorado de Javi, su mejor amigo que, a su vez está saliendo en secreto con Susana.

## Reparto
| Personaje | Actor         |
| --------- | ------------- |
| Pablo     | Pablo Fortes  |
| Javi      | Miki Nadal    |
| Susana    | Teresa Martín |
| Lucas     | Adrián López  |

## Premios y menciones
- Award of Merit en el Best Shorts Competition. La Jolla, California (Estados Unidos).
- Premio RTVA a la Creación Audiovisual Andaluza en la III Edición del Festival "Higuera en Corto". Higuera de la Sierra (España)
- Primer Premio al Mejor Corto en el Certamen de Cortos "Paco Rabal" CORTEMA. Campillos (España).
- Premio GOLD REMI AWARD a la Comedia Original en el 43rd Annual WorldFest-Houston International Film Festival. Houston, Texas (Estados Unidos).
- Mención especial del Jurado en el Festival Internacional de Cortometrajes Pilas en Corto. Pilas (España).
- Finalista del Cort-O-Rama. Concurso de Cortometrajes. Málaga (España).
- Finalista en el Romance In A Can Film Festival. Miami (Estados Unidos).
- Finalista en el Festival Internazionale del Cortometraggio State aKorti. Viagrande (Italia).
- Finalista en el 9th Angry Film Festival. Melbourne (Australia).
- Mención Especial del Jurado en el I Filmmaker International Film Festival. Marbella (España).

## Selecciones oficiales
- XIè Certamen de Curts de Ripollet. Ripollet (España).
- VI Festival de Cine de Comedia de Tarazona y el Moncayo. Tarazona (España).
- LesGaiCineVox- VI Festival Internacional de Cine de Temática Lésbica, Gai y Trans. Rosario (Argentina).
- X Festival de Cine de Humor de la Villa Real de Navalcarnero. Navalcarnero (España).
- De Barcelona a Terrassa Cinema Gai i Lesbic. Tarrasa (España).
- Festival Internacional de Cortometrajes y Cine Alternativo de Benalmádena. Arroyo de la Miel (España).
- Festival Internacional de Cinema Gai i Lèsbic de Barcelona. Barcelona (España).
- Certamen Iberoamericano de Cortometraje Digital Ciudad de Punta Umbría. Punta Umbría (España).
- Spanish LGTB Film Market. Madrid (España).
- FENACO - VI Festival Internacional de Cortometrajes del Cusco. Cusco (Perú).
- VI KO+Digital - Festival Internacional de Cinema Solidario de Sant Sadurní. St. Sadurní d'Anoia (España).
- 15e Concurs Estatal Curtmetratges Ciutat de Valls. Valls (España).
- III Festival de Cortometrajes “Ciudad de Chinchilla”. Chinchilla de Montearagón (España).
- GFEST - GayWise LGBT Arts Festival. Londres (Reino Unido).
- LesGaiCineVox- V Muestra de Cine Lésbico, Gay y Trans. Santa Fe (Argentina).
- MUFEST - Festival de Cine Feito por Mulleres. Santiago de Compostela (España).
- Festival de Cine Homosexual "El Lugar Sin Límites". Quito y Cuenca (Ecuador).
- V Festival de Cortometrajes de Alcañiz. Alcañiz (España).
- CINEMAJALVIR, VII Muestra Nacional de Cortometrajes de Ajalvir. Ajalvir (España).
- 2.ª Muestra Miradas al Cine por Mujeres. Valparaíso (Chile).
- 25th Ljubljana Gay & Lesbian Film Festival. Liubliana (Eslovenia).
- International Women's Film Festival "Kin". Ereván (Armenia).
- XVI Ciclo de Cine Joven "Pantalla Corta". Jaén (España).
- XXI Festival de cortometrajes Aguilar de Campoo. Sección Mercacort. Aguilar de Campoo (España).
- GIRONA 09 - 21e Festival de Cinema. Gerona (España).
- CINEO - Festival de Cine de Jóvenes Creadores Ciudad de Orihuela. Orihuela (España).
- II Certamen de Cortometrajes de Bujaraloz. Bujaraloz (España).
- X Certamen de Cine Corto de Salas de los Infantes. Salas de los Infantes (España).
- III Festival Internacional de Cortometrajes A Lo Cortico. Madrid (España).
- Festival del Sol de Gran Canaria - Festival Internacional de Cine Gay y Lésbico. Las Palmas de Gran Canaria (España).
- 25e Marché International du Court Métrage. Clermont-Ferrand (Francia).
- Reelout Queer Film + Video Festival 2010. Kingston, Ontario (Canadá).
- IV Festival del Sol de Tenerife - Festival Internacional de Cine Gay y Lésbico. Santa Cruz de Tenerife (España).
- Festival Audiovisual de Lambayeque. Chiclayo (Perú).
- I Festival de Cine en el Desierto, Sed de Cine. Hermosillo (México).
- IV Edición del Festival de Artes Audiovisuales LGBT de Andalucía. Córdoba (España).
- Kimera Film Festival. Termoli (Italia).
- III Festival Internacional de Cine de Gualeguaychú. Gualeguaychú (Argentina).
- Los Angeles Women's International Film Festival. West Hollywood, California (Estados Unidos).
- Festival de Cortos 2010 "La Tacita de Plata". Madrid (España).
- The Southeast New England Film, Music & Arts Festival. Providence, Rhode Island (Estados Unidos).
- 19th Arizona International Film Festival. Tucson, Arizona (Estados Unidos).
- 25th Torino GLBT Film Festival. Da Sodoma a Hollywood. Turín (Italia).
- XI Muestra Nacional de Cortometrajes Reunart. Valladolid (España).
- 26th Chicago Latino Film Festival. Chicago, Illinois (Estados Unidos).
- 8th Annual One in Ten Film Festival. Pennsylvania State University, Pensilvania (Estados Unidos).
- XIIIè Concurs Cinema Amateur Ciutat de Cornellà. Cornellá (España).
- 10th New Strand Film Festival. West Liberty, Iowa (Estados Unidos).
- 2º Festival de Cortos Rodinia. Valladolid (España).
- Vision & Reality - 2nd Thessaloniki International LGBTI Short Film Festival. Salónica (Grecia).
- 10º Festival Internacional de Cortometrajes al Aire Libre. Barranquilla (Colombia).
- Certamen Estatal de Video Selectiu UNICA (Union Internationale du Cinèma). Sitges (España).
- 9º Certamen de Cortometrajes Andaluces de la Diputación de Málaga. Málaga (España).
- The 2nd Annual World Independent Film Expo. Richmond, Kentucky (Estados Unidos).
- 4th Saltburn Film Festival. Saltburn-by-the-Sea (Reino Unido).
- Concurso de Cortometrajes QBox Dieciseisnovenos. Estepona (España).
- LIBERCINE - 3.er Festival Internacional de Cine sobre Diversidad Sexual y Género. Buenos Aires (Argentina).
- 10.ª Muestra Internacional de Cine Gay Les Bi Trans de Valladolid - CINHOMO. Valladolid (España).
- FINCORTEX - Festival Internacional de Cortometrajes Experimentales. Tunja (Colombia).
- CICUVI- 4º Festival Internacional de Cortometrajes Cine Cultura y Vida. Toluca (México).
- Festival de Cortometrajes en Cafae. Lima (Perú).
- Festival del Mar - Festival Internacional de Cine Gay y Lésbico de Ibiza y Mallorca. Palma de Mallorca e Ibiza (España).
- NEW FEST- The New York LGBT Film Festival. Brooklyn, Nueva York (Estados Unidos).
- Frontera Pride Film Festival. El Paso, Texas (Estados Unidos).
- OUTFESTPERU- 7º Festival de Cine Gay Lésbico Trans de Lima. Lima (Perú).
- II Certamen de Cortometrajes "Comarca de la Axarquía". Torre del Mar, Vélez-Málaga (España).
- 7º Festival Internacional de Cortometrajes y Escuelas de la Cine, El Espejo. Bogotá (Colombia).
- QueerFilmFest Rostock 2010. Rostock (Alemania).
- 4th Annual Landlocked Film Festival. Iowa City, Iowa (Estados Unidos).
- Festival de Cine GayLésbico Panamá 2010. Ciudad de Panamá (Panamá).
- BUSHO - The Budapest International Short Film Festival. Budapest (Hungría).
- Festival Itinerante LIBERCINE. Córdoba (Argentina).
- 9th Edition Q! Film Festival. Yakarta (Indonesia).
- Cine 2.0 Festival de Cine Lésbico Gay Trans de Chile. Santiago (Chile).
- Holebikort - Holebifilmfestival of Flemish Brabant. Lovaina (Bélgica).
- VIII Muestra de Cine sobre Igualdad de Género. Málaga (España).
- Queersitch Lesbisch-Schwules FilmFestival. Berna (Suiza).
- VI Muestra del Audiovisual Andaluz 2010/2011. Sevilla (España).
- Omovies, Festival di Cinema Omosessuale & Questioning. Nápoles (Italia).
- ViBGYOR Film Festival. Thrissur (India).
- 25e Edition Festival Gay et Lesbien de Belgique. Bruselas (Bélgica).
- 3rd Bangalore Queer Film Festival (BQFF). Bangalore (India).
- Libercine 2011. Río Gallegos (Argentina).
- 8.ª Muestra de Cine Ciudad de Dos Hermanas “Con nombre de mujer”. Dos Hermanas (España).
- Noche en Blanco. Málaga (España).
- Loch Ness Film Festival. Inverness (Reino Unido).
- FECOVEN - 2º Festival Internacional de Cortometrajes de Venezuela. Caracas (Venezuela).
- Open Cinema Film Festival. San Petersburgo (Rusia).
- Bridge Fest. Vancouver (Canadá).
- Portobello Film Festival. Londres (Reino Unido).
- 18.ª Edición del Festival Internacional de Jóvenes Realizadores. Granada (España).
- Queer as Film. Londres (Reino Unido).
- Winter Shorts Film Festival 2012. Somerset, Kentucky (Estados Unidos).
- Festival de Cortometrajes Cortos con Ñ. Madrid (España).
- VI Muestra del Audiovisual Andaluz. Málaga (España).
- 5th Annual Taos Shortz Film Festival. Taos, Nuevo México (Estados Unidos).
- III Festival Iberoamericano de Cortometrajes de ABC. Madrid (España).
- La Mujer y el Cine 2012. Sevilla (España).
- Segunda Muestra de Cine LGBT. Antofagasta (Chile).
- 1st Snake Alley Festival of Film. Burlington, Iowa (Estados Unidos).
- Toronto Online Film Festival. Toronto (Canadá).
- VI Muestra del Audiovisual Andaluz (2012-2013). Córdoba (España).
- Muestra Internacional de Cine Independiente Cineseptiembre 2012. Mazatlán (México).
- Vault presents: The Film Den. Londres (Reino Unido).
- Kurzt Festival de Cortos Arenas de Barcelona. Barcelona (España).
- Festivalul International de Film. Cluj-Napoca (Rumanía).
- 2013 Caravana Serile Filmului. Bucarest (Rumanía).
- VI Muestra del Audiovisual Andaluz (2013-2014). Cádiz (España).
- 23rd London Latin American Film Festival. Londres (Reino Unido).
- IV Muestra de Cine de la Diversidad Sexual. Antofagasta (Chile).
- VI Muestra del Audiovisual Andaluz (2014-2015). Granada (España).
- I Filmmaker International Film Festival". Marbella (España).